# Astragalus fallacinus
Astragalus fallacinus es una especie de planta del género Astragalus, de la familia de las leguminosas, orden Fabales.

## Distribución
Astragalus fallacinus es una especie nativa de Turquía.

## Taxonomía
Fue descrita científicamente por D. Podlech. Fue publicado en Sendtnera 6: 148 (1999). 